# Galerie N
Galerie N je soukromá galerie v pražském Braníku, která vznikla krátce po listopadové revoluci 1989 z původně keramického atelieru Jiřího Nejedlého. 
V jejích počátcích zde svá díla vystavovala řada výtvarníků např. Oldřich Kulhánek, Ingrid Glaserová nebo Irena Hudcová. 
Po smrti Jiřího Nejedlého v roce 1998 převzali galerii jeho děti.
V roce 2000 syn Marcel Nejedlý obnovil výstavní činnost jako neziskový projekt a vystavovalo zde mnoho výtvarníků aj. jmenujme např. 
Kája Saudek, František Ringo Čech, Rudolf Hrušínský ml., Ivan Mládek, Ge Polo, Milan Perič a jiní. V roce 2006 Galerie N po ztrátě výstavních prostor ukončila činnost a dnes je již jen obchodní značkou firmy zabývající se prodejem a realizacemi krbů.
Zakladatel Jiří Nejedlý je dědečkem zmizelého Honzíka Nejedlého.